# Сандуэлл (район)
Сандуэлл (англ. Sandwell) — метрополитенский район со статусом боро в графстве Уэст-Мидлендс (Англия). Административный центр — город Олдбери.

## География
Район расположен в центральной части графства Уэст-Мидлендс.

## Состав
В состав района входят города:
- Блэкхет
- Веднсбери
- Крадли Хит
- Олдбери
- Сметик
- Роули Реджис
- Типтон
- Уэст-Бромидж